# Bergl Hédi
Bergl Hédi, született Bergl Hedvig (Budapest, 1911. szeptember 8. – Budapest, 1985. április 19.) zenepedagógus, főiskolai oktató. 

## Élete
Bergl Arnold (1882–1947) magánhivatalnok és Fehér Friderika (1892–1972) lánya. 1932-ben Keéri-Szántó Imre növendékeként a Zeneakadémián zongoratanári oklevelet szerzett. 1945-ig magánúton tanított. 1947-től egy évig az Apáczai Csere János Gimnáziumban, majd két évig a Szendrey Júlia Gimnáziumban énektanárként dolgozott. 1948 és 1951 között a Pedagógiai Főiskolán tanított zongorát, zenetörténetet, zeneelméletet és szolfézst. 1949-től 1967-es nyugdíjazásáig a Színház- és Filmművészeti Főiskolán oktatott, 1952-től docens, 1953-tól egyetemi tanár, 1950–1961 között tanszékvezető volt. Nyugdíjazása után 1975-ig a főiskola művészetelméleti tanszékén és a Magyar Televízió asszisztensképzésében oktatott.
A Kozma utcai izraelita temetőben helyezték végső nyugalomra.

## Magánélete
Első házastársa Lustig György (1906–?) ügynök volt, akivel 1937. február 25-én Budapesten, a Terézvárosban kötött házasságot. Második férje Heintz Fülöp (1894–1968) karnagy volt, akihez 1958-ban ment nőül.

## Művei
- A zene nagy mesterei (Csillag Ilonával, Soltész Eleknével, Budapest, 1951)